# 奇克森特米哈伊·米哈伊
奇克森特米哈伊·米哈伊·羅伯特（匈牙利語：Csíkszentmihályi Mihály Róbert，發音：[ˈt͡ʃiːksɛntmihaːji ˈmihaːj] ⓘ，發音：/ˈmiːhaɪ ˈtʃiːksɛntmiːˌhɑːjiː/，1934年9月29日—2021年10月20日），是一位匈牙利裔美國心理學家。奇克森特米哈伊創立了心流的正向心理學概念，這是一種高度集中的，有利於生產力的精神狀態。奇克森特米哈伊是克萊蒙研究大學傑出的心理學和管理學教授，亦曾是芝加哥大學心理學系和森林湖學院社會學與人類學系系主任。

## 早年生活
奇克森特米哈伊·米哈伊於1934年9月29日在阜姆出生，當時是意大利王國的一部分。他的姓氏來自特兰西瓦尼亚的村莊奇克森特米哈伊。奇克森特米哈伊是匈牙利駐阜姆領事館外交官的三兒子。他的兩個同父異母兄弟在奇克森特米哈伊兒時去世。其中一名兄弟是工程專業的學生，在布達佩斯圍城戰中被殺，另一名兄弟則在蘇聯西伯利亞的勞改營中去世。
第二次世界大戰後不久，奇克森特米哈伊的父親被任命為匈牙利駐意大利大使，全家遷至羅馬。1949年共產黨人接管匈牙利時，奇克森特米哈伊·米哈伊的父親因不想為該政權工作而辭職，故匈牙利共產黨政權驅逐了他們一家，並剝奪了他們的匈牙利國籍。為了謀生，奇克森特米哈伊·米哈伊的父親在羅馬開了一家餐館，而奇克森特米哈伊輟學以幫助家庭增加收入。這時，年輕的奇克森特米哈伊·米哈伊當時在瑞士旅行，聽聞卡爾·榮格講述了人類目擊外來飛行物體的心理影響。奇克森特米哈伊在22歲時移民美國，並在芝加哥大學獲得了文學學士學位，後在1959年獲得博士學位。畢業後，他在森林湖學院任教，並在1969年成為芝加哥大學的教授。

## 工作
奇克森特米哈伊主力研究幸福及創造力方面的工作，但最集中研究的是心流概念。他是許多書籍的作者，並撰寫了290餘篇文章或書籍章節。 美國心理學會前主席馬丁·賽里格曼稱奇克森特米哈伊·米哈伊是世界領先的正向心理學研究者。 奇克森特米哈伊·米哈伊曾經說過：“壓迫不是通往美德的途徑。當人們因為恐懼而束縛自己時，生活必定會減少。只有通過自由選擇的紀律，才能享受生活，並將生活保持在理性範圍之內。” 他的著作對正向心理學有十分大的影響，並被廣泛引用。

## 著名理論

### 心流
他在著作《心流：最佳體驗的心理學》概述了心流理論：心流是一種專注或完全沉浸在当下活动和事情的狀態。沉浸在心流狀態的人会感受到涅磐般的快樂。心流时的內在動機的达到最佳，让人完全沉浸在他們正在做的事情中。每個人都有过心流体验，会在感到全神貫注、充满成就感的同时，忽略世俗的需求（時間、食物、自我等）。
在接受《連線》雜誌採訪時，他形容当人进入心流状态时，自我和時間的感觉会暂时消失。動作和想法接连不断的出现，如同演奏爵士樂，最大程度把自己融入其中。”具有內在自我驅動性格特質的人謙遜，有毅力和充滿好奇心，他們樂於按內在動因行事而不屑於追求實現外部目標，他們能夠從常人無法忍受的事情上獲得樂趣。
心流的九個組成部分：平衡任務難度和能力，行為和注意力的融合，清晰的目標，清楚的即時反饋，注意力投射在手邊的任務，微妙的自我控制，時間的感知變化，自我意識的消失，內在驅動力的體驗。實現心流要求任務難度和自身能力水平必須高度匹配，如果任務太容易或太難，心流不會出現。

### 動機
奇克森特米哈伊·米哈伊晚期主要研究驅使人們面對挑戰；追求幸福感的機制和因素。研究發現自我驅動能力較強的人能在追求有挑戰性的目標中獲得更大的幸福感。面對挑戰的時候，內在動機是人們優化體驗，增強正面的情緒及獲得幸福感的催化劑。
奇克森特米哈伊·米哈伊的在晚期的研究中發現了一種新的性格特質，他稱之為任務取向，特點是：成就感，耐力，認知結構，指令，行動和低衝動。與其他影響因素相比，學生的任務取向水平可以更好地預測其長期的學業成就。

## 紀念
2023年，谷歌塗鴉在奇克森特米哈伊·米哈伊89歲冥誕時作為版面人物。

## 著作
- 《心流：高手都在研究的最優體驗心理學》 譯者： 張瓊懿
- 《發現心流：日常生活中的最優體驗》
- 《快樂·從心開始》  譯者： 張定綺
- 《專注的快樂：我們如何投入地活》  譯者： 張定綺
- 《當下的幸福：我們並非不快樂》  譯者： 張定綺
- 《創造力》
- 《生命的心流：追求忘我專注的圓融生活》